# 31174 Rozelot
31174 Rozelot este o planetă minoră (asteroid), cu un diametru de 3,393 km, din centura de asteroizi. A fost descoperită pe 6 decembrie 1997 la Caussols de OCA-DLR Asteroid Survey⁠(d). 
Obiectul prezintă o orbită caracterizată de o semiaxă mare de 2,842952 UAi, o excentricitate de 0,12, o înclinație de 0,85291 ° în raport cu ecliptica.